# Mycomya wuorentausi
Mycomya wuorentausi är en tvåvingeart som beskrevs av Vaisanen 1984. Mycomya wuorentausi ingår i släktet Mycomya och familjen svampmyggor. Inga underarter finns listade i Catalogue of Life.